# 宝石彫刻師
宝石彫刻師 (ほうせきちょうこくし、英：Lapidary) は、宝飾品制作の中で特に宝石の加工・研磨・彫刻に従事する職人である。
ローマ帝国時代から持ち歩き出来る財産（動産）として宝石は重宝されていたが、鍛冶技術の進歩により、中世・ルネサンス期に金との融合が可能となったことに伴い、金と宝石が融合した動産「宝飾品」が生み出された。金も持ち歩き出来る財産（動産）として当時から重宝されていたが、宝石との融合により宝飾品として姿を変えることにより、財産または担保となり得る動産としての資産価値が高まった。その結果、資産価値をより高めるため、宝石加工・研磨・彫刻に特化する職人が誕生した。

## 歴史
宝石は天然石として産出され、扱いやすい鉱石であったため、初期のほとんどの文化圏で宝石彫刻師は存在した。宝石彫刻師は一般的な彫刻家とは異なり、ダイヤモンドやルビー、サファイアなどの希少石を専門に扱う職人であり、彼らは主に裕福な市民や貴族層の者を顧客として、精密に仕上げた数々の宝石を販売していた。尚、現代の宝石彫刻師は宝石を研磨する宝石彫刻家としての地位にある。

### 中世・ルネサンス期
中世・ルネサンス期には、技術に優れた宝石彫刻師は欧州の王侯貴族の御用達宝石彫刻師として、ジロメッティやチェルバラのようにローマ教皇庁造幣局の彫刻師に推挙されたり、ローマ教皇の歴史にまつわる様々な出来事に関連したカメオ肖像メダルやインタリオ印章などの多くのメダルや印章を制作した。またトーマス・サイモンやナサニエル・マーチャントのように王立造幣局の主任彫刻師に任命されるなど、宝石彫刻師は国家の兌換通貨である金貨や銀貨の彫刻細工にも携わるようになり、流通の一翼を担うまでになった。

### 社会的地位の向上
王侯貴族や教会が主な発注主の工房では、王侯貴族や教会の権威維持のため、金銀に豪奢な輝石やダイヤモンドを使った宝飾品のみを制作するなど、所属するギルドによって厳しいルールが徹底されていた分、宝石彫刻師や工房の社会的地位も自然に向上した。使用する宝石の品質も厳しい管理下で徹底されていたため、それが今日の天然石の品位基準となっている。また、王侯貴族に認められた宝石彫刻師の工房は宮廷御用達となることもしばしばあった。

### 主たる功績
- 金貨・銀貨の鋳造・流通
- 紋章などの印章の制作・流通
- 金と宝石の融合した動産「宝飾品」の制作・流通
- 宝飾品と担保とした資産及び財産形成に寄与

## 現代の宝石彫刻師

### 欧州の宝石彫刻師
欧州では、長い歴史をかけて宝石文化が洗練されていることもあって、欧州の伝統産業の一つである宝石彫刻師の社会的地位は画家や彫刻家、音楽家といった芸術家と同等である。宝石の先進国の一つであるタイ王国やインドの台頭も無視できないが、欧州の宝石彫刻師は独特の文化によって、その地位は守られ、イタリアにおいては大半がカメオ作家として生計を立てている。ドイツに関しては、ラインラント＝プファルツ州にある宝石街道で知られ、欧州唯一の宝石鉱山があるイダー＝オーバーシュタインは宝石研磨の町で有名である。

#### イダー＝オーバーシュタインの歴史
フランスとの国境に近く、ドイツ中西部の山中にある人口3万人程度の小規模な街イダー＝オーバーシュタインに最初の宝石彫刻工房が作られたのは1530年頃とされており、その伝統は連綿と続き、19世紀後半には工房数が150カ所を数えるほどになり、名実ともに宝石の町に発展していく。17世紀から18世紀にかけて王侯貴族の間で流行していた瑪瑙の宝石彫刻技術は、今ではイダー＝オーバーシュタインの宝石彫刻師しか技術を受け継いでいない。

#### 宝石研磨の街
19世紀に入り、15世紀半ばに瑪瑙鉱山が発見されたことから宝石研磨技術が発展し、以降宝石産業の集積地として発展してきたイダー＝オーバーシュタインもナーエ峡谷の瑪瑙だけでは商業的需要を満たせなくなり、それまで培ったカット技術を活かし、世界各地から宝石や貴石が盛んに輸入され、世界中の宝石鉱物を研磨することで活路を開いていく。その試みは成功し、21世紀の現在ではイダー＝オーバーシュタインは宝石研磨産業の中心地のひとつとして、世界中から原石が集まる宝石の街として知られ、欧州最大の宝石国際見本市が毎年盛大に開かれ、現在でも住民の70％が何らかの形で宝石産業に関わっている。

#### ドイツカットで知られる宝石彫刻師たち
宝石の聖地で知られ、ドイツカットの名称で知られるイダー＝オーバーシュタインには、現在も数多くの著名な宝石彫刻師の工房があり、この地を中心に多くの宝石彫刻師が「宝石彫刻家」として世界的に活躍している。イダー＝オーバーシュタインの宝石彫刻師たちの作品は、タイ産のルビーやサファイアと比べ、その独特なカット技術から数十倍の価格で市場にて取引されている。

### 日本の宝石彫刻師
日本の宝飾品に関する産業は歴史的に山梨県甲府市が中心であり、地場産業である。その地場産業のなかでも金細工師と比べて、宝石彫刻を専門とする企業は山梨県でも数社しか存在せず、宝石彫刻師のみで生計を立てることは非常に難しいのが現実である。現在、宝石の一般研磨の主流はタイ王国のバンコク周辺であり、東南アジアの安価な工賃に対して、日本の研磨代は非常に割高であり、採算が取れない状況である。

## テクニック
宝石彫刻師は、選定、切断、トリミング、粗研磨等のプロセスを通じて、金属加工や宝石加工の技術を磨く必要がある。伝統的にこれらのスキルは、各工房での何年もの徒弟期間をもって習得するものだが、とりわけ古代に使われた技術は、工房の秘匿性の独自技術として工房を引き継ぐ者によって脈々と受け継がれ、門外不出の技術である。
- 研磨：宝石の原石を加工する技法
- カービング：宝石に彫刻を施す技法
- カメオ：宝石面を立体的に浮き彫り、雄型として仕上げる技法
- インタリオ：宝石面を立体的に彫り下げ、雌型として仕上げる技法
- シャティルング：カメオ彫り、インタリオ彫りの両方を組み合わせた彫刻技法

### カメオの歴史
カメオは宝石の名前ではなく彫刻技法の名前である。材料となる素材の名前とともに表現されるため、素材によってはシェルカメオやストーンカメオと呼ばれる。宝石彫刻の歴史は、人類文明発祥の地メソポタミアに起源を発する。今から約6000年もの昔、紀元前4000年頃のエラムやシュメール文明の時代に、すでに高度な宝石彫刻がなされており、その長い歴史から瑪瑙カメオは本カメオとも呼ばれ、約2000年前に彫刻された本カメオが欧州の著名な美術館に色あせることなく美しい状態で収蔵されている。

### インタリオの代表例
代表例は欧州の王侯貴族の家紋を彫刻した印章石（シール）で、日本の印鑑と同様に重要な書類や国の印鑑として文字や文様が型押しされ封印として用いられた。時代とともに印章の用途から装飾的な要素が加わり、現在はリングとしても愛用され、ローマ教皇も着用している。

## 代表的な宝石彫刻師

### ローマ・ギリシャ時代
- ディスコリデス
- ソロン

### 中世・ルネサンス時代
- アレッサンドロ・チェザーティ
- アレッサンドロ・マスナゴ
- ジョヴァンニ・ヤコポ・カラッリオ (Jacopo_Caraglio)
- ジョヴァンニ・ベルナルディ
- ヤーコポ・ニッツォラ・トレッツォ
- ヨハン・ロレンツ・ナッター
- トーマス・サイモン
- ルイ・シリエ
- オッタヴィオ・ミゼローニ

### フランス第二共和政時代
- A・クレピコフ
- メイエ・シモン
- ニコラ・モレッリ
- ベネデット・ピストルッチ
- ロマン・ヴァンサン・ジェフロワ
- ジュゼッペ・チェルバラ
- ジュゼッペ・ジロメッティ
- ジョヴァンニ・ベルトラミ
- ジョヴァンニ・ピクラー
- ナサニエル・マーチャント

### アールデコ・アールヌーヴォー時代
- オーギュスト・ジアルデ
- ドアウグスト・ヴィルド
- ルイジ・イスラ―
- C・ボルディニクス

### 現代

#### 欧州
- リチャード・ハーン
- エルヴィン・ポーリー
- ステファン・クライン
- マティアス・ポストラー
- ゲルハルド・シュミット [5]
- ミシャエル・ポイスター [6][7][8]
- ベルンド・ムーンシュタイナー [9][10][リンク切れ]
- トム・ムーンシュタイナー [11]
- ペリー・ブレント・デイヴィス [12]

#### 日本
- 河野道一 [13]
- 清水幸雄 [14]
- 深澤陽一 [15]
- 小松一仁 [16]
- 大寄智彦 [17]

## 代表的な作品
- 王侯貴族の紋章印章
- ローマ教皇ピウス3世のメダル：アレッサンドロ・チェザーティ作
- ローマ教皇ピウス8世、ボナパルト一族による肖像カメオ：ニコラ・モレッリ作
- 華真珠：小松一男が真珠の表面をダイヤモンドカットした真珠名称。そのカット技術は世界初である。

## 宝石彫刻組合
山梨県水晶美術彫刻協同組合 